# جيريمي كليمنت
جيريمي كليمنت (بالفرنسية: Jérémie Clément)‏ هو لاعب كرة قدم فرنسي في مركز الدفاع، ولد في 8 أكتوبر 1984 في كاربينتراس في فرنسا. لعب مع نادي أرليه أفينيون ونادي النجم الأحمر ونادي باريس ونادي ستيرلينغ ألبيون ونادي كان ونيم أولمبيك.

## وصلات خارجية
- جيريمي كليمنت على موقع قاعدة بيانات كرة القدم.إي يو (الإنجليزية)
- جيريمي كليمنت على موقع Soccerway.com (الإنجليزية)